# Estação Eduardo Molina
A Estação Eduardo Molina é uma das estações do Metrô da Cidade do México, situada na Cidade do México, entre a Estação Aragón e a Estação Consulado. Administrada pelo Sistema de Transporte Colectivo, faz parte da Linha 5.
Foi inaugurada em 19 de dezembro de 1981. Localiza-se na Avenida Río Consulado. Atende o bairro 20 de Noviembre, situado na demarcação territorial de Venustiano Carranza, e o bairro Malinche, situado na demarcação territorial de Gustavo A. Madero. A estação registrou um movimento de 2.558.663 passageiros em 2016.